# اورسته چینکوینی
اورسته چینکوینی (انگلیسی: Oreste Cinquini؛ زادهٔ ۱۶ اکتبر ۱۹۴۷) بازیکن فوتبال، و مدیربرنامه ورزشی اهل ایتالیا است.